# Wiązownica Mała
Wiązownica Mała is een dorp in de Poolse woiwodschap Święty Krzyż. De plaats maakt deel uit van de gemeente Staszów en telt 200 inwoners.